# James Uthmeier
James William Uthmeier (Destin, 20 de noviembre de 1987) es un político y abogado estadounidense que se desempeña como el 39.º Fiscal General de Florida desde 2025. Miembro del Partido Republicano, anteriormente se desempeñó como jefe de gabinete del gobernador Ron DeSantis de 2021 a 2025.

## Primeros años y carrera
Uthmeier es originario de Destin, Florida. Asistió a la Fort Walton Beach High School y luego se graduó en la Universidad de Florida, donde compitió en el programa de atletismo de los Florida Gators. Se graduó en el Georgetown University Law Center en 2014. Antes de unirse a la administración Trump, fue asociado en Jones Day.
Uthmeier trabajó de 2017 a 2019 en el Departamento de Comercio de los Estados Unidos como asesor principal y consejero senior en la administración Trump. Luego se unió a la oficina del gobernador de Florida Ron DeSantis como subasesor general en 2019, y fue ascendido a asesor general en 2020. En octubre de 2021, fue nombrado jefe de gabinete del Gobernador, sucediendo a Adrian Lukis. Permaneció como jefe de gabinete hasta su nombramiento como fiscal general y fue sucedido por el secretario Jason Weida.
De 2023 a 2024, Uthmeier se desempeñó como director de campaña de la fallida campaña presidencial de 2024 de Ron DeSantis.

## Fiscal General de Florida (2025–presente)
El 16 de enero de 2025, el gobernador DeSantis anunció su intención de nombrar a la Fiscal General Ashley Moody para el Senado de los Estados Unidos para suceder a Marco Rubio. DeSantis también anunció que nombraría a Uthmeier para suceder a Moody como fiscal general, en caso de vacante.
El 17 de febrero de 2025, Uthmeier juró como el 39° fiscal general de Florida. Es el fiscal general más joven desde Robert L. Shevin y el primero del Panhandle de Florida desde James W. Kynes.[cita requerida]
El 25 de febrero de 2025, presentó documentación para buscar un mandato completo en 2026. Al día siguiente, Uthmeier presentó un nuevo sello para la Oficina del Fiscal General de Florida, haciendo referencia al "Estado Libre de Florida".
En marzo de 2025, Uthmeier abrió una investigación criminal contra las personalidades de redes sociales Andrew y Tristan Tate, declarando: "Vamos a utilizar todas las herramientas que tenemos dentro de nuestra autoridad legal para responsabilizarlos". A pesar de la reubicación de los hermanos en Las Vegas, Uthmeier confirmó que su investigación continuaría. Andrew Tate criticó la investigación como "comunismo absoluto". El 13 de marzo, Andrew Tate regresó a Miami y "desafió" a Uthmeier a "arrestarlo".
En junio de 2025, Uthmeier fue declarado en desacato al tribunal por la jueza federal Kathleen M. Williams por continuar aplicando una ley de inmigración de Florida que la jueza había bloqueado en un fallo anterior, la cual Uthmeier había instruido a las fuerzas del orden estatales a ignorar y luego se jactó de ello en entrevistas mediáticas. Respecto a esto, Uthmeier declaró: "Si ser declarado en desacato es el precio por... apoyar firmemente la agenda del presidente Trump sobre inmigración ilegal, que así sea".
A finales de junio de 2025, Uthmeier anunció su propuesta para construir Alcatraz de los Caimanes (Alligator Alcatraz), un centro de detención de inmigrantes ubicado en los Everglades. La instalación se encuentra en el antiguo Aeropuerto de Entrenamiento y Transición Dade-Collier dentro de la Reserva Nacional Big Cypress en Ochopee, Florida. El gobernador DeSantis movilizó la construcción el 21 de junio, y la instalación se inauguró oficialmente el 1 de julio. El presidente Donald Trump, el gobernador Ron DeSantis, la secretaria de Seguridad Nacional Kristy Noem y otros líderes estatales asistieron a la ceremonia de inauguración. Trump elogió el nuevo complejo, diciendo: "Podría ser tan bueno como el verdadero Alcatraz".